# 多米英雄烈火拯救队
多米英雄烈火拯救队，也叫119特警隊：打火英雄（トミカヒーロー レスキューファイアー）是2009年4月4日到2010年3月27日在东京电视网毎週六8:00 - 8:30放映，日活和爱知电视台制作的特摄日本电视剧。『多米英雄』的第2弹。高清制作。

## 介绍
在地球改造會被消灭后，因为溫室效應让原本被冰封在北极冰川的「邪火兵團」一族被釋放了出来。他们制造「火焰魔人」进行侵略破坏引发「超火灾」，因此世界消防厅组建了“烈火拯救隊”与「邪火焰」对抗。

## 登場人物

### 烈火拯救隊
炎 達也／烈火1號  
演者:久保翔
專用救援車:火龍號（主要）、EX火龍號（次要）、超級先鋒號（第9集）
惠 優馬
演者：川田祐
烈火拯救隊的Fire-2。
雪 麗華
專用救援車:火龍渦輪車、超級先鋒號（第1-7集）
演者：中村優
烈火拯救隊的Fire-3。
葵 翼
烈火拯救隊的Fire-4。
航 淳
烈火拯救隊的Fire-5。
大河 陸
烈火拯救隊的隊長。
Q之助
由Fire-1使用的「救難擴音器」道具變形成的小型機器人。

### 世界消防廳／烈火拯救隊關係者
刑部 零次
世界消防廳的最高長官。
杉山 珠美

#### 119特警隊
石黑 銳二
119特警隊的隊長R5，於第37～38集客串出演。
專用救援車:終極救援號
轟 輝
119特警隊的R1，於第37～38集與第43～44集客串出演。
專用救援車:超級先鋒號

### 邪火兵團
火焰魔王
声:大友龍三郎
烈焰王
声:桐井大介
中焰王

右焰王

左焰王

邪火兵

### 救援車輛
鳳凰號變型救援基地
災難監視器